# Clavicoccus erinaceus
Clavicoccus erinaceus foi uma espécie de insecto da família Pseudococcidae. Foi endémica dos Estados Unidos da América.